# Nycteris thebaica
Il nitteride di Tebe (Nycteris thebaica  E.Geoffroy, 1818) è un pipistrello della famiglia  dei Nitteridi diffuso in Africa e nel vicino oriente.

## Descrizione

### Dimensioni
Pipistrello di piccole dimensioni, con la lunghezza della testa e del corpo tra 41 e 57 mm, la lunghezza dell'avambraccio tra 40 e 49 mm, la lunghezza della coda tra 48 e 57 mm, la lunghezza del piede tra 8 e 14 mm, la lunghezza delle orecchie tra 28 e 35 mm, un'apertura alare fino a 30,7 cm e un peso fino a 11 g.

### Aspetto
La pelliccia è lunga, soffice, arruffata e lanuginosa. Le parti dorsali sono grigio chiare, grigio-brunastre, bruno-rossastre o marroni scure, mentre le parti ventrali sono più chiare, spesso biancastre. È presente una fase completamente arancione. Il muso è privo di peli e con un solco longitudinale che termina sulla fronte in una profonda fossa. Le orecchie sono molto lunghe, strette, con l'estremità arrotondata ed unite anteriormente alla base da una sottile membrana cutanea. Il trago è corto, con l'estremità arrotondata e ricoperta di peli e un profondo incavo sul bordo posteriore. Le membrane alari sono grigio scure o bruno-grigiastre. Gli arti inferiori sono lunghi e sottili, i piedi, le dita e gli artigli sono molto piccoli. La coda è lunga, con l'estremità che termina con una struttura cartilaginea a forma di T ed è inclusa completamente nell'ampio uropatagio. Il cariotipo è 2n=42 FNa=78.

### Ecolocazione
Emette ultrasuoni a bassissima intensità sotto forma di impulsi di breve durata, multi-armonici a banda larga e frequenza modulata iniziale di circa 97 kHz e finale di 61 kHz, con massima energia sulla frequenza fondamentale a circa 94 kHz.

## Biologia

### Comportamento
Si rifugia di giorno in gruppi da tre a diverse centinaia di individui, occasionalmente singolarmente o a coppie all'interno di grotte, gallerie minerarie, edifici, tombe, rovine, pozzi, canali d'irrigazione, cavità degli alberi, fessure rocciose, tane di oritteropi e termitai. Gli adulti rimangono appesi per le zampe e con la testa piegata ad angolo retto rispetto al corpo, separatamente in ordine sparso. Durante le ore diurne emettono una vocalizzazione udibile dall'uomo, lunga, ad alta intensità e politonale, la quale attrae talvolta i loro simili. I rituali di corteggiamento includono voli frenetici, testate e morsi sul collo, mentre gli accoppiamenti avvengono sospesi in aria e sono ripetuti più volte. Al tramonto le madri portano i loro piccoli aggrappati alle mammelle fuori dai ricoveri diurni per evitare la predazione da parte del nitteride maggiore.

### Alimentazione
Si nutre di artropodi volanti e non volanti, particolarmente lepidotteri e in misura minore ortotteri, coleotteri, emitteri, omotteri, isotteri, neurotteri, imenotteri e ditteri, catturati in volo o raccolti sulla vegetazione o sul terreno, all'interno del denso fogliame del sottobosco e della volta forestale, sopra corsi d'acqua o vicino a luci artificiali ed edifici. Spesso caccia molto vicino al suolo e considerando la sua morfologia alare, probabilmente non molto distante dai rifugi diurni.

### Riproduzione
Danno alla luce un piccolo alla volta ai primi di novembre, dopo che la copulazione e la fertilizzazione si verificano a giugno, seguite da un periodo di gestazione di 5 mesi senza alcun ritardo di sviluppo embrionico. Dopo due mesi di allattamento le femmine raggiungono un picco nell'ovulazione da aprile ai primi di giugno e ancora a luglio ed agosto.

## Distribuzione e habitat
Questa specie è diffusa nell'Africa subsahariana dal Senegal alla Somalia ad est fino al Sudafrica a sud, nel Marocco, lungo il bacino del Nilo, Penisola del Sinai, Israele, Giordania e nella Penisola arabica occidentale e meridionale.
Vive in zone temperate, subtropicali e tropicali preferendo le savane alberate alle foreste pluviali.

## Tassonomia
Sono state riconosciute 8 sottospecie:
- N.t.thebaica: Marocco, Egitto, Penisola del Sinai, Israele, Giordania; Senegal, Gambia, Mali meridionale, Guinea-Bissau, Guinea, Sierra Leone, Costa d'Avorio, Ghana, Togo, Benin, Burkina Faso, Niger meridionale, Nigeria, Camerun, Repubblica Centrafricana, Repubblica del Congo, Repubblica Democratica del Congo, Ciad meridionale, Sudan settentrionale e occidentale;
- N.t.adana (Andersen, 1912): Arabia Saudita occidentale, Yemen;
- N.t.angolensis (Peters, 1870): Angola sud-occidentale;
- N.t.brockmani (Andersen, 1912): Etiopia nord-orientale, Gibuti, Somalia settentrionale;
- N.t.capensis (Smith, 1829): Tanzania meridionale, Repubblica Democratica del Congo sud-orientale, Malawi, Angola, Zambia, Mozambico, Zimbabwe, Swaziland, Sudafrica.
- N.t.damarensis (Peters, 1870): Angola centrale e meridionale, Namibia e Botswana settentrionale;
- N.t.labiata (Heuglin, 1861): Ruanda, Burundi, Etiopia settentrionale e occidentale, Eritrea, Gibuti, Somalia meridionale, Sudan centrale, Sudan del Sud, Uganda, Kenya, Tanzania settentrionale;
- N.t.najdiya (Nader & Kock, 1982): presso Diriyah, nell'Arabia Saudita centrale.

## Conservazione
La IUCN Red List, considerato il vasto areale e la mancanza di minacce rilevanti, classifica N.thebaica come specie a rischio minimo (Least Concern)).